# Five Nights at Freddy's VR: Help Wanted
 (juin 2019).
Five Nights at Freddy's VR: Help Wanted, plus communément appelé Five Nights at Freddy’s 8 (abrégé en FNaF 8, FNAF VR: HW et FNAF: HW), est un jeu vidéo en vue à la première personne de type survival horror en réalité virtuelle développé par Steel Wool Studios et édité par ScottGames et Lionsgate Games. Il s'agit d'un spin-off de la série Five Nights at Freddy's. Le jeu est sorti le 28 mai 2019 sur Steam, PlayStation Store et Oculus VR. Une suite, Five Nights at Freddy's: Help Wanted 2, développée par Steel Wool Studios, est sorti en décembre 2023.

## Trame
Dans ce jeu, le joueur doit réussir à survivre à tous les Animatroniques (sauf Golden Freddy) des précédents opus de la saga.
Il doit aussi réparer Freddy et ses amis, endommagés par les enfants venant à la pizzeria pendant qu'elle était ouverte.
Il doit aussi passer par toutes les maps de la saga principale (La pizzeria du 1,le magasin de jouets du 2, la pizzeria brulée du 3 et enfin la maison du 4), et ne compte pas les autres opus comme Sister Location.

## Système de jeu
Le jeu contient plus de 40 mini-jeux dont la moitié est disponible en actionnant un levier pour passer en mode "Black Light". Sans oublier, le personnage de ce jeu ne peut pas attaquer.

### Five Night at Freddy's
Cette catégorie de mini jeux adapte le jeu d'origine Five Nights at Freddy's à la réalité virtuelle avec quelque différence comme la suppression de l'utilisation de la batterie quand le joueur utilise les caméras.

### Five Night at Freddy's 2
Cette catégorie de mini-jeux adapte le second opus de la série en réalité virtuelle avec quelques différences comme la suppression de la batterie pour la lampe torche.

### Five Night at Freddy's 3
Cette catégorie de mini-jeux adapte le troisième opus en réalité virtuelle avec des différences notables comme la suppression de Phantom Chica et Phantom Marionnette et le fait que le joueur puisse faire autre chose pendant le redémarrage du système.

### Dark Rooms(«Pièces Sombres»)
Cette catégorie de mini-jeux adapte le mini jeu Dark Rooms (« Pièces Sombres ») de Five Nights at Freddy's 4, permettant au joueur de passer de 2 heures de la prochaine nuit s'il réussit le mini-jeu.

### Parts and Service(«Pièces et Service»)
Dans cette série de mini-jeux, le joueur doit suivre des instructions afin de réparer les quatre animatroniques classiques (Bonnie, Chica, Freddy et Foxy). La mécanique du jeu rappelle fortement l’opération, exigeant du joueur de retirer/insérer des pièces sans toucher les bords des trous correspondants, ou tout câblage sensible.

### Vent Repair(«Réparation de ventilation»)
Dans cette série de mini-jeux, le joueur doit réparer la ventilation dans différents bâtiments appartenant à Freddy Fazbear. Le joueur doit résoudre des puzzles afin de finir leur nuit.

### Night Terrors(«Nuits de Terreur»)
Cette série de mini-jeux est fortement inspirée de Five Nights at Freddy's 4. Ces mini-jeux ont lieu dans une chambre à coucher (une autre interprétation de Five Nights at Freddy's 4). Les joueurs peuvent utiliser une lampe torche ainsi que des portes afin de se protéger contre Circus Baby, Funtime Freddy, Nightmarionne et Nightmare Fredbear qui patrouillent dans la pièce.

## Développement
Le développement du jeu vidéo s'achève le 28 mai 2019.
Le 23 octobre 2019, l'extension payant nommée Five Nights at Freddy's VR: Help Wanted - Curse of Dreadbear sort. Elle propose de nouveaux mini-jeux, l'ajout d'un nouvel hub, l'ajout de tous les animatroniques Nightmare de Five Night at Freddy's 4 (sauf Mangle Nightmare et Nightmare) et l'ajout de nouveaux animatroniques nommés Dreadbear et Grim Foxy.
Le 18 décembre 2019, une nouvelle mise à jour a été publiée, supprimant l'obligation de jouer avec un casque VR.